# منافذة
المنافذة أو التنافذ أو المواصلة المغناطيسية مكافئة للمواصلة الكهربية هي مقدار سماحية الدائرة المغناطيسية لمرور التدفق المغناطيسي وهي كمية قياسية وحدتها هي هنري (واحدة تحريض) وهي مقلوب الممانعة وتتناسب طرديا مع مساحة المقطع وعكسيا مع طول الموصل.
{\displaystyle {\frac {\Phi }{NI}}=\Lambda }
حيث :
Λ=المنافذة
Φ=التدفق المغناطيسي
NI= مضروب التيار وعدد اللفات أمبير-لفة
أو بالقياس على المواصلة الكهربائية
{\displaystyle {\frac {\mu \mathrm {A} }{L}}=\Lambda }
حيث :
Λ=المنافذة
μ=النفاذية
A=مساحة المقطع